# Parroquia de Saint Andrew (Jamaica)
La Parroquia de Saint Andrew (en inglés: Saint Andrew Parish) es una de las catorce parroquias que forman la organización territorial de Jamaica, se localiza dentro del condado de Surrey.

## Demografía
La superficie de esta división administrativa abarca una extensión de territorio de unos cuatrocientos cincuenta y cinco kilómetros cuadrados. La población de esta parroquia se encuentra compuesta por un total de 540 715 personas (según las cifras que arrojó el censo llevado a cabo en el año 2001). Mientras que su densidad poblacional es de unos 1188 habitantes por cada kilómetro cuadrado aproximadamente.

## Geografía
La Parroquia de Saint Andrew limita al sur directamente con la Parroquia de Kingston, al oeste con Saint Catherine, Saint Mary al norte y al noreste con Portland. La cordillera de las montañas azules discurre por la parroquia. Las pocas ciudades en el país se encuentran cercanas al suburbio de Kingston, en especial la muy habitada zona oeste de Saint Andrews.